# ТМД-Б
ТМД-Б — противотанковая противогусеничная мина.

## История создания
В ходе подготовки к Курской битве выяснилось, что мины ТМД-40 и ТМД-42, с которыми Красная Армия прошла начальный период войны, не способны выводить из строя новые немецкие тяжёлые танки «Тигр» и «Пантера». В связи с этим начались разработки усовершенствованного варианта мины ТМД-42. Новая мина была принята на вооружение в апреле 1943 года и получила название ТМД-Б.

## Конструкция
Устройство мины ТМД-Б очень простое. Это дощатый ящик, в верхней части которого имеется отверстие для того, чтобы туда можно было вставить взрыватель. На верхнюю часть набиты две дощечки, между которыми уложена третья. Сквозь все три дощечки пропущена металлическая проволочная ось, благодаря чему средняя дощечка может поворачиваться, открывая гнездо взрывателя. Запирается откидная дощечка узкой планкой, проходящей в пазах всех трех дощечек. Внутри ящика помещены два брикета со взрывчатым веществом. Чаще всего это амматолы в парафинированной бумаге. Между брикетами вставлена 200-граммовая тротиловая шашка, от смещения она удерживается двумя брусочками, прибитыми к дну мины. В шашку вставляется взрыватель МВ-5 с запалом МД-2. Брикеты удерживаются от перемещений фанерной диафрагмой, прибитой брусочками к боковым стенкам мины. При наезжании танка на мину, верхняя часть мины, имеющая внутренние надпилы, проламывалась и средняя откидная дощечка давила на взрыватель, заставляя его сработать. На одной из боковых стенок мины имела ручка для переноски, изготавливаемая из брезентовой ленты и прибитая к ящику гвоздями.

## Применение
ТМД-Б поступила на фронт в аккурат к началу Курской битвы. Результаты её применения превзошли все самые смелые ожидания. Только на южном фасе Курской дуги на ней подорвалось до 500 немецких танков (учитываются только безвозвратные потери). ТМД-Б активно использовалась до самого конца Великой Отечественной войны, а также в Корейской войне 1950—1953 гг., войне во Вьетнаме 1958—1975 гг., арабо-израильских войнах. В настоящее время мина в России не производится и запасов её не имеется, но она до сих пор состоит на вооружении, т, к, очень легка в производстве и по-прежнему опасна для любой бронетехники.